# John R. Walsh
John Richard Walsh (* 22. Mai 1913 in Martinsville, Indiana; † 23. Januar 1975 in Anderson, Indiana) war ein US-amerikanischer Politiker. Zwischen 1949 und 1951 vertrat er den Bundesstaat Indiana im US-Repräsentantenhaus.

## Werdegang
John Walsh besuchte die öffentlichen Schulen seiner Heimat. Nach einem anschließenden Jurastudium an der Indiana University und seiner 1934 erfolgten Zulassung als Rechtsanwalt begann er in Martinsville in diesem Beruf zu arbeiten. In den Jahren 1935 und 1936 war er auch juristischer Vertreter des Morgan County; 1941 amtierte er als stellvertretender Attorney General des Staates Indiana. In den Jahren 1942 und 1943 nahm er als Soldat der US Army am Zweiten Weltkrieg teil. Anschließend praktizierte er wieder als Anwalt. In den Jahren 1945 und 1946 war er stellvertretender Bezirksstaatsanwalt im Madison County. 1948 wurde er im gleichen Bezirk Nachlassbeauftragter.
Politisch war Walsh Mitglied der Demokratischen Partei. Bei den Kongresswahlen des Jahres 1948 wurde er im fünften Wahlbezirk von Indiana in das US-Repräsentantenhaus in Washington, D.C. gewählt, wo er am 3. Januar 1949 die Nachfolge von Forest Harness antrat. Da er im Jahr 1950 nicht bestätigt wurde, konnte er bis zum 3. Januar 1951 nur eine Legislaturperiode im Kongress absolvieren.
Nach seinem Ausscheiden aus dem US-Repräsentantenhaus arbeitete John Walsh wieder als Anwalt. Im Jahr 1954 scheiterte eine erneute Kongresskandidatur. Zwischen 1953 und 1958 war er Vorstandsmitglied der State Security Life Insurance Co. In den Jahren 1958 bis 1960 war er als Secretary of State der geschäftsführende Beamte der Staatsregierung von Indiana. Im Jahr 1960 nahm er als Delegierter an der Democratic National Convention in Los Angeles teil, auf der John F. Kennedy als Präsidentschaftskandidat nominiert wurde. Von 1964 bis 1965 war er juristischer Vertreter des Madison County. John Walsh starb am 23. Januar 1975 in Anderson.